# Бетмен - пад хероја
Бетмен - пад хероја је позоришна представа коју је режирао Дејан Зечевић према комаду Александра С. Јанковића који је адаптирала Мила Станојевић.
Премијерно приказивање било је 24. децембра 1992. у позоришту ДАДОВ.
Радња представе је смештена у Готам сити, град огрезао у криминал и корупцију чија је светла тачка суперхерој Бетмен.

## Улоге
| Лица      | Глумци             |
| --------- | ------------------ |
| Бетмен    | Драган Станковић   |
| Џокер     | Владимир Вукићевић |
| Кетвумен  | Аља Никитовић      |
| Пингвин   | Милош Самолов      |
| Туфејс    | Драгослав Ружић    |
| Алиса     | Вања Суша          |
| Шеширџија | Влада Маринковић   |
| Рут Адамс | Јана Савић         |
| Доктор    | Александар Симић   |
| Мачка     | Бојана Стојановић  |
| Бисерка   | Јелена Маринковић  |
| Алфред    | Зоран Максић       |